# Andrei Gromiko
Andrei Andreievich Gromiko (em russo:  Андре́й Андре́евич Громы́ко; em bielorrusso:  Андрэ́й Андрэ́евіч Грамы́ка; Starie Gromiki, Gomel, Império Russo e hoje Bielorrússia, 18 de julho de 1909 - Moscovo, 2 de julho de 1989) foi um diplomata e político da União Soviética. Foi Presidente da União Soviética  entre 1985 e 1988 e Ministro das Relações Exteriores da durante três décadas.

## Biografia
Depois de estudar economia, Andrei Gromiko entrou para o serviço diplomático soviético em 1939 quando foi nomeado chefe de seção dos Negócios Estrangeiros encarregado dos assuntos dos Estados Unidos. Em 1943, foi nomeado embaixador em Washington e, como tal, foi a Teerã, Yalta e Potsdam. Em 1946, foi o primeiro representante permanente da URSS no Conselho de Segurança da ONU.
Protegido do Viatcheslav Molotov, ocupou outros postos diplomáticos de alto nível, incluindo o de embaixador no Reino Unido, depois assumiu o cargo de ministro das Relações Exteriores, em 1957. Gromiko ocupou este cargo até a chegada de Mikhail Gorbachev em 1985. Figura chave da guerra fria, estava no comando da diplomacia soviética sob a liderança de Nikita Khrushchov, Leonid Brezhnev, Iúri Andropov e Konstantin Chernenko. Ele participou de todas as grandes questões do período e a crise dos mísseis de Cuba, durante a qual entrevistou pessoalmente John F. Kennedy, e todas as negociações de controle de armas.
Era um negociador hábil e um político e diplomata que conhece o seu ofício. Os estudiosos debatem a extensão em que participou na formação da política externa soviética e alguns disseram que era um mero executor. Gorbachev, que subiu ao Secretário-Geral do PCUS, com seu apoio, "subiu" Gromiko ao Presidente do Presidium do Soviete Supremo. Ele se aposentou em 1988 e morreu em julho de 1989, não chegando a ir para a queda do Muro de Berlim e o colapso da própria URSS.
Em 1985, substituiu Konstantin Chernenko como Presidente do Soviete Supremo da União Soviética, cargo, que mais tarde, em 1987, dois anos antes de sua morte, abandonaria e seria assumido por Gorbatchov, que por sua vez, daria um novo nome à posição: Presidente da União Soviética, suprimindo o Soviete Supremo.
No ocidente, ficou conhecido como Mr. Niet, ou Sr. Não, por somente negar as opiniões dos representantes ocidentais para o bem de seu país.
Morreu em 1989 e foi sepultado no Cemitério Novodevichy, em Moscou. Anos mais tarde, Lídia Gromiko, sua esposa, foi enterrada ao lado do marido.